# Catalina Cruz

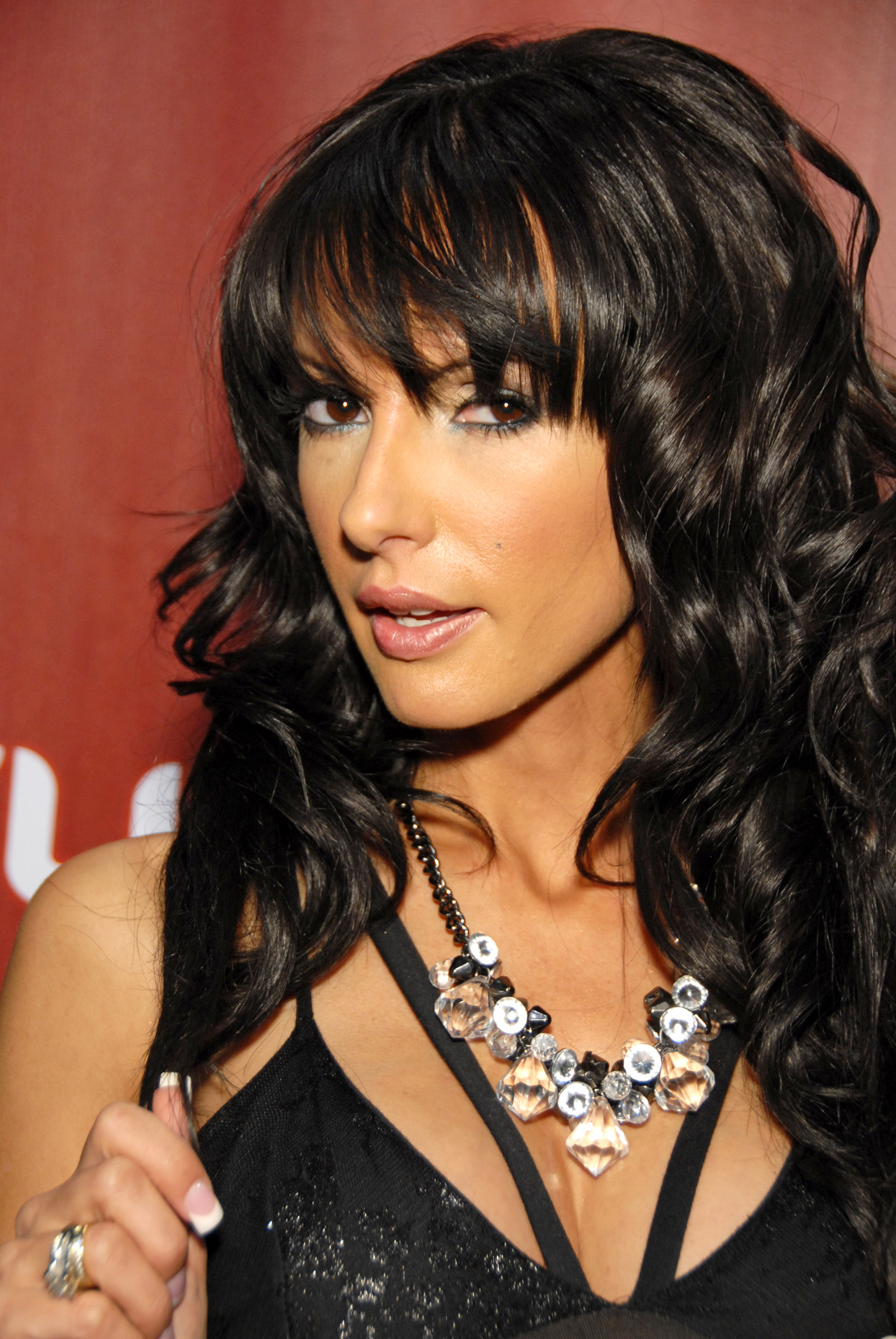
Catalina Cruz (2011)

Catalina Cruz (* 14. September 1979 in Cleveland, Ohio, USA) ist eine US-amerikanische Pornodarstellerin.

## Karriere
Catalina Cruz, die deutsche und slowenische Wurzeln hat, begann ihre Karriere im Jahr 2000 unter dem Pseudonym JennaZ. Später änderte sie es wegen ihrer angeblichen Ähnlichkeit mit Penélope Cruz in Catalina Cruz. Cruz ist hauptsächlich im Online-Segment tätig und vermarktet auf ihrer Homepage ihre selbst produzierten Filme (Solo-Web-Shows, Girl-Girl-Szenen, Hardcoreszenen). Im Jahr 2009 erhielt sie den AVN Award als Web Starlet of the Year.

## Filmografie (Auswahl)
- 2007–2008: Licensed to Blow 1-4

## Auszeichnungen
2009: AVN Award als „Web Starlet of the Year“